# جکسونپورت (کامیونیتی)، ویسکانسین
جکسونپورت (به انگلیسی: Jacksonport) یک منطقهٔ مسکونی در ایالات متحده آمریکا است که در شهرستان دور، ویسکانسین واقع شده‌است. جکسونپورت ۱۸۰٫۱۴ متر بالاتر از سطح دریا واقع شده‌است.